# لوريل وينتر
لوريل وينتر (بالإنجليزية: Laurel Winter)‏ (22 أبريل 1959)؛ كاتِبة مُتخصِّصة في أدب الأطفال، شاعرة وروائية أمريكية.